# Ham Der Hasse
Hasse Rømer, bedre kendt som Ham Der Hasse, er dancehallsanger og producer, fra Nørrebro, bosat i Aalborg.
Ham Der Hasse er udgivet på Kontrafon, Target Records og Run For Cover Records. Hasse er en del af Aalborg lydsystemet LHT Sound sammen med Mikael Melody, Skodkongen (Skong Don) og Selector Mad Doc og har været med til at starte LHTs eget label Stil & Facon.
Hasse har en lang musikalsk baggrund og udover dancehall producerer han også hip hop, jungle og boogie.
Blandt de mest kendte dancehallnumre er "Original Lyddreng", "Farlig" feat. Sukker Lyn, "Offentlig Transport" og "Stil og Facon".